# Стритрейсеры (фильм)
«Стритре́йсеры» — российский фильм-экшн 2008 года, снятый Олегом Фесенко.

## Сюжет
В команду питерских стритрейсеров во главе с Докером приходит демобилизовавшийся из армии Степан Мохов. Здесь же состоит его младший брат Мишка — юный компьютерный техник, специалист по взлому электронных замков — и их пожилой отец, автомеханик. Как раз накануне появления Степана Докер расстаётся со своей девушкой Катей — дочерью подполковника ГИБДД Степанченко, которая тоже состоит в их команде.
Докер намеренно провоцирует ситуацию так, что Степан во время «боевого крещения» разбивает сначала свой самодельный автомобиль, а потом и автомобиль Докера. В свою очередь Катя взаимно влюбляется в Степана, что дополнительно обостряет конфликт: не только Докер, но и старожил команды Никита открыто выражает Степану свою неприязнь. Позже Докер даже предлагает Степану списать долг и уйти просто так, чтобы тот только оставил Катю.
Параллельно с этим на втором плане развивается иная драма: брат Степана Мишка ухаживает за Лорой из команды Докера. Та, будучи старше, снисходительно посмеивается над ним.
Выяснив, что Докеру должен не только он, но и вся команда, Степан и Катя собирают товарищей и пытаются открыть им на это глаза. Это приводит к жестокой драке Степана с Никитой. Тем же вечером параллельно должны состояться две операции: Докер, ведя дела с мафией, наводит команду на угон дорогостоящих автомобилей, а ГИБДД, зная об этом, под командованием генерала планирует захват стритрейсеров. В этом противостоянии на ночных улицах Санкт-Петербурга гонщики одерживают безоговорочную победу. Степан мирится с Никитой.
Провал операции по захвату угонщиков наталкивает отца Кати на мысль, что угон автомобилей покрывает кто-то из его начальства. Он делится своими соображениями с генералом, начальником ГИБДД.
В тот же день вечером, после прогулки со Степаном, Катя приходит к Докеру в гараж и говорит, что уходит навсегда вместе со Стёпой и Мишкой. Докер пытается её изнасиловать, но в последний момент одумывается. Здесь же в гараже этажом ниже разыгрывается сцена с участием бандитов (деловых партнёров Докера) и механика, отца Степана с Мишкой. Становится ясно: банду возглавляет начальник ГИБДД, генерал. После разговора с подполковником он решает в срочном порядке рвать когти. Старый механик отказывается помогать бандитам и даже угрожает, те жестоко его избивают. Оказавшийся рядом Мишка снимает это на камеру мобильного телефона. Генерал и Докер замечают его. Докер оглушает и увозит Катю, а генерал садится в автомобиль Jeep Grand Cherokee, гонится за Мишкой и насмерть сбивает его. Умирая, Мишка успевает отправить Степану видео в MMS (позже оно попадёт к подполковнику Степанченко). Не зная об этом, генерал произносит: «Сынок, во взрослых играх и платить надо по-взрослому» и давит телефон каблуком ботинка.
Когда Степан приезжает в гараж, уже наступает утро. Отец не выдаёт начальника ГИБДД из страха, чувствуя вину в гибели сына. Он остаётся с мёртвым Мишкой на руках, остальная команда отправляется в погоню. Вместе с милицией стритрейсеры настигают генерала за городом, и Лора подрывает его джип с помощью Мишкиной машинки на радиоуправлении. Узнав, что Докер увёз Катю, подполковник Степанченко говорит Степану, где их искать — на спортивном автомобиле Степан догонит Докера быстрее, чем милиция. Мохов уезжает, а остальные стритрейсеры сталкивают в кювет жёлтый грузовик, в фуре которого, по всей видимости, находились угнанные ими машины.
Погоня Степана за Докером приводит к страшной аварии, в которой они оба выживают лишь чудом. Выясняется, что Докер высадил Катю на Финском заливе и окончательно отпустил её. После короткой схватки Докер рассказывает Степану, что им двигало, открывает свои истинные намерения, и признаёт поражение. Степан даёт понять Докеру, что не держит на него зла, и с миром отпускает его. В этот момент оба автомобиля взрываются.
Финальная сцена: Стёпа и Катя встречаются на берегу и целуются. Сюда же приезжает вся команда на своих машинах, Никита пожимает Степану руку и обнимает его. Над ними пролетает вертолёт ГИБДД, стритрейсеры на прощание машут ему руками.

## В ролях
- Алексей Чадов — Степан Мохов
- Марина Александрова — Катя
- Станислав Бондаренко — Докер
- Николай Чиндяйкин —  подполковник ГИБДД Степанченко, отец Кати
- Эльвира Болгова — Лора
- Алексей Гуськов — автомеханик Мохов, отец Степана и Миши
- Александр Сластин[1] — Сергей Петрович, генерал, начальник ГИБДД
- Владислав Третьяк — Никита
- Антон Васильев — Карла
- Алексей Поггенполь — Миша, брат Степана
- Евгений Филатов — военный

## Съёмочная группа
- Режиссёр: Олег Фесенко
- Оператор: Арунас Баразнаускас
- Художник: Мария Золина
- Продюсеры: Сергей Даниелян, Рубен Дишдишян, Арам Мовсесян, Юрий Мороз и Светлана Слитюк
- Производство Студии «Черепаха» (2008)
- Визуальные эффекты: студия «Бегемот»

## Саундтрек
- «44»:
  - «Бойцовский клуб»
  - «Деньги»
  - «Не моя»
  - «Нелегальная»
- Kaupas — «Стритрейсеры»
- Сherish Feat Sean Paul — «Do it to it»
- За деньги — «Девочки Хорошие»
- Слот — «Пуля»
- The Rasmus — «Shot», «Night after Night»
- BZIK — «Скорость»
- The Типы — «БАМ!!!»
- TIGR’A — «Тусуем!»
- Вера Алоэ:
  - «Укради меня!»
  - «Тар feat. Вера Алоэ & 44»
- Тар & Место встречи - «Беги!»
- Nефть — «Крылья»
- FlyMore — «All the time I bled»
- Нулевой Меридиан & Вера Алоэ — «Не мои слова»